# سرخور طاهرویی
سرخور طاهرویی، روستایی در دهستان سیریک بخش مرکزی شهرستان سیریک در استان هرمزگان ایران است.

## جمعیت
بر پایه سرشماری عمومی نفوس و مسکن در سال ۱۳۹۵، جمعیت این روستا برابر با ۳۲۶ نفر (۷۵ خانوار) بوده‌است.